# Noh Soo-jin
Noh Soo-jin (* 10. Januar 1962) ist ein ehemaliger südkoreanischer Fußballspieler und -trainer.

## Karriere

### Spieler

#### Klub
Im Jahr 1986 wechselte Noh zu den Yukong Elephants, wo er bis zum Ende seiner Karriere im Jahr 1993 auch verblieb. Im Jahr 1989 wurde er als Bester Spieler in Südkorea ausgezeichnet.

#### Nationalmannschaft
Sein erstes bekanntes Spiel für die südkoreanische Nationalmannschaft war 1985 und kurz danach wurde er auch für den Kader der Mannschaft bei der Weltmeisterschaft 1986 nominiert, wo er beim 1:1 gegen Bulgarien in der Gruppenphase zu seinem einzigen Einsatz kam. Nach weiteren Freundschaftsspielen nahm er mit seiner Mannschaft noch an der Asienmeisterschaft 1988 teil und bekam im darauffolgenden Jahr dann auch Einsätze in der Qualifikation für die Weltmeisterschaft 1990. Nach der erfolgreichen Qualifikation war er Teil des Kaders bei der Endrunde und absolvierte hier noch einmal zwei Spiele. Nach dem Turnier beendete er seine Karriere in der Nationalmannschaft.
Er war Teil der Mannschaft bei den Olympischen Spielen 1988 in Seoul.

### Trainer
Nach dem Ende seiner Laufbahn als Spieler trainierte er mehrere Jahre lang noch die Mannschaft der Yeongdeungpo Technical High School.